# Simone Boilard
Simone Boilard (* 21. Juli 2000 in Québec) ist eine kanadische Radrennfahrerin, die auf der Straße aktiv ist.

## Sportlicher Werdegang
Nach dem Wechsel in die U23 fuhr Boilard drei Jahre für verschiedene nordamerikanische Teams, ohne sich besonders hervorzutun. In der Saison 2022 kam sie nach Europa und wurde Mitglied im französischen UCI Women’s Continental Team St Michel-Mavic-Auber 93. Dort wurde sie durch zahlreiche Spitzenplatzierungen sofort zur erfolgreichsten Fahrerin des Teams, die Ende 2022 und 2023 die höchste Platzierung in der Weltrangliste innehatte. 2022 verpasste sie als jeweils Zweite bei La Périgord Ladies und auf der ersten Etappe der Tour Cycliste Féminin International de l’Ardèche noch knapp ihren ersten internationalen Sieg. Diesen erzielte sie in der folgenden Saison mit dem Gewinn des Grand Prix Oetingen 2023. Zum Abschluss der Saison wurde sie Siebte bei den Gravel-Weltmeisterschaften.
Nach ihren Erfolgen erhielt Boilard zur Saison 2024 einen Vertrag beim UCI Women’s WorldTeam Uno-X Mobility. Das bisher wertvollste Ergebnis für ihr neues Team war einen fünfter Platz direkt im ersten Rennen bei der Mallorca Challenge Feminina.

## Erfolge
2016
- kanadische Junioren-Meisterin – Einzelzeitfahren

2018
- kanadische Junioren-Meisterin – Einzelzeitfahren

2023
- Grand Prix Oetingen